# Крістоф (герцог Баварії)
Крістоф I Сильний (*Christoph der Starke, 6 січня 1449  —15 серпня 1493) — герцог Баварсько-Мюнхенський у 1468—1493 роках.

## Життєпис
Походив з династії Віттельсбахів. Один з молодших синів Альбрехта III, герцога Баварсько-Мюнхенського, та Анни Брауншвейг-Грубенгаген-Айнбекської. Народився у 1449 році. З дитинства йому було визначено церковну кар'єру. Тому Крістоф здобув відповідну освіту.
В 1467 році після відмови старшого брата Сигізмунда від керування Баварією-Мюнхеном на користь іншого брата Альбрехта IV, Крістоф висунув свої права на герцогство. В цьому здобув підтримку місцевого лицарства. Спочатку Альбрехт IV оголосив про своє єдинє володарювання, що підтверджено ландтагом у Регенсбурзі. Але зрештою погодився на арбітраж Людвіга IX герцога Ландсгут-Баварського.
Своєю резиденцією Крістоф обрав замок Келгайм, а Альбрехт IV також зголосив щорічно сплачувати 8000 гульденів. 1468 року Крістоф відмовився надати допомогу Альбрехту IV у боротьбі проти лицарського союзу Бьоклербунд, яка тривала до 1469 року.
У 1471 році Крістофа було підступно схоплено братом-герцогом. Лише у 1472 році на вимогу імператора Фрідріх III Габсбурга Крістофа було звільнено. Втім стосунки з Альбрехтом IV продовжували погіршуватися.
У 1475 році Крістоф відмовився від урядування герцогством на 10 років, залишивши свій титул, в обмін на 20 тис. гульденів та володіння містами Вайльгайм-ін-Обербаєрн та Ландсберг-ам-Лех.
У 1476 році перебирається до Угорщини, де поступає на службу до короля Матяша I. Але вже 1477 року повернувся до своїх володінь. У 1485 році знову став висувати вимоги щодо спільно та рівного володіння баварсько-Мюнхенським герцогством. Того ж року в Аугсбурзі вступив у конфлікт з чиновниками свого брата. Зрештою уклав договір з Альбрехтом IV, за яким відмовився від усіх прав на герцогство в обмін на погашення його боргів, передачу у володіння трьох міст та щорічну пенсію.
У 1488 році поступив на службу до короля Максиміліана Габсбурга, який тоді знаходив у Фландрії. В подальшому зі своїм військом наймався до різних володарів. У 1491 році брав участь у поході Максиміліана Габсбурга у війні проти Владислава II у боротьбі за панування над Угорщиною.
У 1493 році став лицарем ордену госпітальєрів. Того ж року пішов з Фрідріхом III, курфюрстом Саксонії на прощу до святих міст в Палестині. По дорозі захворів на острові Родос, де помер.